# Papilio zagreus
Espèce
La Papilio zagreus est une espèce d'insectes lépidoptères qui appartient à la famille des Papilionidae, à la sous-famille des Papilioninae et au genre Papilio.

## Répartition
- Répartition : bassin amazonien.

## Philatélie
Ce papillon figure sur une émission de Cuba de 1989 (valeur faciale : 5 c.).